# Уряд Потоцького
Уряд Потоцького було сформовано 12 квітня 1870 року прем'єр-міністром Альфредом Юзефом Потоцьким у Цислейтанії — неофіційній назві, що використовувалася переважно серед чиновників і юристів для позначення північної та західної частини Австро-Угорщини. Він змінив уряд Гаснера та залишався при владі до 6 лютого 1871 року, коли його змінив уряд Гогенварта.
Міністри закордонних справ, війни та спільних фінансів не входили до складу цього кабінету. Див. також: Імперсько-королівські спільні міністерства
Це був єдиний австрійський імперський уряд, до складу якого входив міністр родом з Буковини — барон Олександр Петріно з Вашківців, який обіймав посаду міністра сільського господарства з 18 червня 1870 року до 6 лютого 1871 року.

## Міністри
Уряд Потоцького складався з таких міністрів:
Прем'єр-міністр: Альфред Юзеф Потоцький (12 квітня 1870 – 6 лютого 1871)
- Міністр сільського господарства:

- - Альфред Юзеф Потоцький (в.о.) (12 квітня 1870 – 18 червня 1870)

- - Александр фон Петріно (18 червня 1870 – 6 лютого 1871)

- Міністр торгівлі: 
  - Сизініо фон Претіс-Каґнодо (в.о.) (12 квітня 1870 – 6 лютого 1871)

- Міністр віросповідань та народної освіти:

- - Адольф фон Чабушніґґ (в.о.) (12 квітня 1870 – 28 червня 1870)

- - Карл фон Штремайр (28 червня 1870 – 6 лютого 1871)

- Міністр фінансів:

- - Карл Дістлер (12 квітня 1870 – 5 травня 1870)

- - Людвиг фон Гольцґетан (5 травня 1870 – 6 лютого 1871)

- Міністр внутрішніх справ: 
  - Едвард Тааффе (12 квітня 1870 – 6 лютого 1871)

- Міністр юстиції: 
  - Адольф фон Чабушніґґ (12 квітня 1870 – 6 лютого 1871)

- - Міністр національної оборони:

- - Едуард Таффе (12 квітня 1870 – 5 травня 1870)

- - Віктор Відманн-Зедльницький (5 травня 1870 – 28 червня 1870)

- - Альфред Юзеф Потоцький (в.о.) (28 червня 1870 – 6 лютого 1871)